# Wolbero (Abt)
Wolbero († 1167) war seit 1147 bis zu seinem Tod Abt von St. Pantaleon in Köln.
Wolbero ist hauptsächlich durch einen Brief an Abt Suger von Saint-Denis († 1151) bekannt. Aus dem Brief ist zu entnehmen, dass sich beide Männer getroffen haben müssen. Dies könnte im Jahr 1148 auf dem Konzil zu Reims geschehen sein. Für die entsprechende Annahme von Jean Mabillon (1739) gibt es allerdings keine weiteren Hinweise.
Wolbero verfasste – nach der Widmungszuschrift für die Nonnen eines Klosters auf einer Rheininsel – zu Erbauungszwecken einen Kommentar zum Hohen Lied. Im Jahr 1630 wurde der Text in Köln vom Benediktinermönch Heinrich Gravius unter dem Titel „Commentaria vetustissima et profundissima super Canticum Canticorum Salomonis quod hebraice dicitur Sirhasirim. In IV libros distributa: authore R. Ad. um D. Wolberone Abbate S. Pantaleonis intra Coloniam Ord. S. Benedicti.“ herausgegeben.